# Ptusza
Ptusza (prononciation : [ˈptuʂa]) est un  village polonais de la gmina de Tarnówka dans le powiat de Złotów de la voïvodie de Grande-Pologne dans le centre-ouest de la Pologne.
Il se situe à environ 6 kilomètres au nord-ouest de Tarnówka (siège de la gmina), 17 kilomètres à l'ouest de Złotów (siège du powiat), et à 108 kilomètres au nord de Poznań (capitale de la Grande-Pologne).

## Histoire
De 1815 à 1945, Betkenhammer fait partie de l'arrondissement de Deutsch Krone dans le district de Marienwerder au sein de la province de Prusse-Occidentale
De 1975 à 1998, le village faisait partie du territoire de la voïvodie de Piła.

Depuis 1999, Ptusza est situé dans la voïvodie de Grande-Pologne.